# Bell X-14
El Bell X-14 (designación de la compañía: Bell Model 68) fue un avión experimental VTOL de los Estados Unidos que voló en los años 1950. El principal objetivo del proyecto era demostrar un despegue vertical, deslizarse, realizar vuelo convencional y aterrizar en vertical.

## Desarrollo y diseño
Bell Aircraft Company construyó el X-14 como un monoplano de metal y la cabina abierta. Estaba impulsado por dos motores basculantes turborreactores Armstrong-Siddeley ASV.8 Viper equipados con deflectores de empuje situados detrás de los motores, en el centro de gravedad del avión. El cambio entre vuelo vertical a horizontal se conseguía mediante un sistema de aletas que controlaba la dirección de la salida del motor. El avión podía alcanzar una velocidad máxima de 280 kilómetros por hora y una altitud de 6000 m. 
El X-14 fue diseñado utilizando partes de dos aviones Beech: las alas, alerones y tren de aterrizaje de un Beechcraft Bonanza, y la sección de cola de un aeroplano Beechcraft T-34 Mentor.

## Historial operacional
El X-14 realizó su primer vuelo de sustentación el 19 de febrero de 1957 con un despegue vertical seguido de un aterrizaje vertical. La primera transición entre el deslizamiento y el vuelo horizontal ocurrió el 24 de mayo de 1959. En 1959, se sustituyeron los motores Viper por turborreactores General Electric J-85. Ese año, el avión fue entregado al Ames Research Center de la NASA como X-14A, sirviendo como avión de pruebas hasta 1981.
El proyecto del X-14 proporcionó una gran cantidad de datos sobre aeronaves VTOL. Además, el X-14A fue utilizado por la NASA para investigar las maniobras en el alunizaje. El sistema de control del X-14A era similar al propuesto para el módulo lunar. El astronauta Neil Armstrong voló en una ocasión como entrenamiento.
En 1971, el X-14A fue equipado con nuevos motores J-85-GE-19 y renombrado X-14B. Se instaló una computadora de a bordo y un sistema de control digital para emular las características de aterrizaje de otros aviones VTOL.
El X-14B fue utilizado hasta que fue dañado sin posibilidad de reparación en un accidente de aterrizaje el 29 de mayo de 1981. En esos momentos, había planes de desarrollar un X-14C con carlinga cerrada. También para un X-14T de entrenamiento, sin embargo, ninguna de estas versiones se llevaron a cabo.
Durante todos los años de servicio, el X-14 voló con más de 25 pilotos diferentes sin incidentes graves. Se trataba del único avión experimental de la serie X con cabina abierta.

### Números de serie del avión
Aunque solo hubo una célula, cambió su número de serie con cada modernización principal.
- X-14: USAF 56-4022
- X-14A: NASA 234 (N234NA).
- X-14B: NASA 704 (N704NA).

## Superviviente

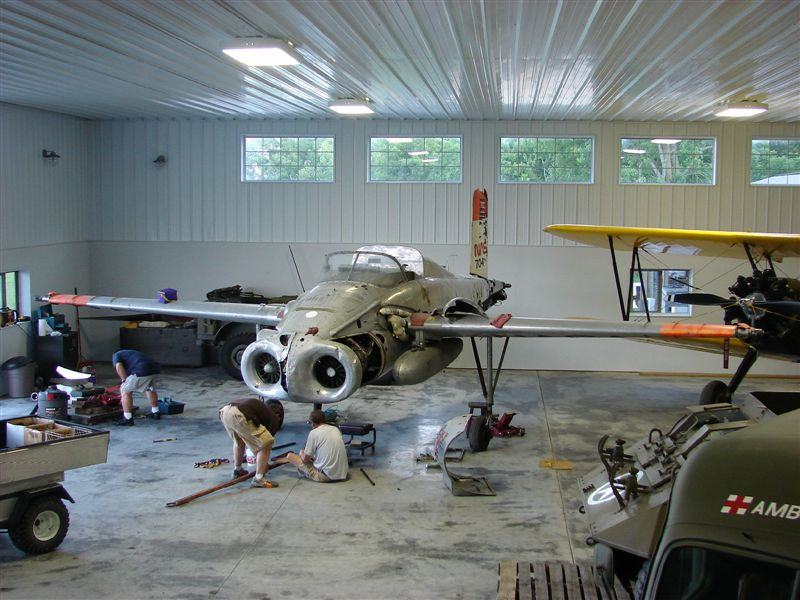
El X-14 está actualmente en restauración por un coleccionista privado en el oeste de Indiana.

El X-14 fue rescatado del desguace en 1999 y está actualmente en restauración como parte de una colección privada en el oeste de Indiana. La colección está en exhibición en el Ropkey Armor Museum.

## Especificaciones (X-14A)

### Características generales
- Tripulación: 1
- Longitud: 7,6 m (25 ft)
- Envergadura: 10,4 m (34 ft)
- Altura: 2,4 m (8 ft)
- Peso vacío: 1406 kg (3098,8 lb)
- Peso máximo al despegue: 1936 kg (4266,9 lb)
- Planta motriz: 2× Turborreactor Armstrong Siddeley ASV.8 Viper.
  - Empuje normal: 7,8 kN (795 kgf; 1754 lbf) de empuje cada uno.

### Rendimiento
- Velocidad máxima operativa (Vno): 257 km/h (160 MPH; 139 kt)
- Alcance: 482 km (260 nmi; 300 mi)
- Techo de vuelo: 6096 m (20 000 ft)
- Empuje/peso: 1:0,9

### Aeronaves similares
- Hawker Siddeley P.1127

### Secuencias de designación
- Secuencia Numérica (interna de Bell): ← 65 - 66 - 67 - 68 - 200 - 201 - 204 →
- Secuencia X-_ (Aviones eXperimentales estadounidenses, 1948-presente): ← X-11 - X-12 - X-13 - X-14 - X-15 - X-16 - X-17 →

### Listas relacionadas
- Anexo:Aeronaves de la Fuerza Aérea de los Estados Unidos (históricas y actuales)